# Armand Obiols
Armand Obiols, seudónimo de Joan Prat i Esteve (Sabadell, España, 13 de julio de 1904 - Viena, Austria, 15 de agosto de 1971), fue un escritor, periodista y crítico literario de Cataluña, España.
Autodidacta y de obra escasa y poco conocida, fue uno de los principales integrantes, junto a Joan Oliver (Pere Quart) y Francesc Trabal, del denominado Grupo de Sabadell, fundado en 1919. Colaboró en el buque insignia del grupo, la editorial La Mirada. Fue durante 1938 redactor jefe de la Revista de Catalunya.
En 1939, el año que se exilia a Roissy-en-Brie en Francia al acabar la guerra civil española, comenzó una intensa y complicada relación con Mercè Rodoreda, que duró hasta la muerte de Obiols. Sus consejos literarios y su profundo conocimiento de la literatura catalana fueron enormemente valiosos prara la creación narrativa de Rodoreda. 
En 1951 entró a trabajar en la Unesco, como traductor en Ginebra. Unos años más tarde se instaló en Viena, donde ejerció de asesor cultural, también para la misma institución. Durante la última etapa de su vida, Obiols estuvo distanciado de Rodoreda, que repartió su tiempo entre Ginebra, París y Barcelona. No obstante la separación física, mantuvieron una intensa relación epistolar.
Después de su muerte, en 1973 su amigo Pere Quart recogió en el libro, Poemes, su producción poética. Su fondo documental (dietarios, obra propia y artículos) se puede consultar en el Archivo Histórico de Sabadell.